# Sentinel (Oklahoma)
Sentinel es un pueblo ubicado en el condado de Washita en el estado estadounidense de Oklahoma. En el año 2010 tenía una población de 901 habitantes y una densidad poblacional de 	563,13 personas por km².

## Geografía
Sentinel se encuentra ubicado en las coordenadas 35°9′24″N 99°10′26″O / 35.15667, -99.17389 (35.156659, -99.173829).

## Demografía
Según la Oficina del Censo en 2000 los ingresos medios por hogar en la localidad eran de $29,265 y los ingresos medios por familia eran $34,531. Los hombres tenían unos ingresos medios de $23,846 frente a los $19,250 para las mujeres. La renta per cápita para la localidad era de $14,122. Alrededor del 17.8% de la población estaban por debajo del umbral de pobreza.